# Dorema ammoniacum

La Dorema ammoniacum, también conocida como gomorresina, es una planta vivaz de la familia de las apiáceas, procedente de Asia donde se encuentra en las zonas desérticas.

## Descripción
Esta planta puede alcanzar 2,5 m de altura. Una resina se encuentra en las cavidades de los tallos, pecíolos y raíces.  Cuando la madera es taladrada por un insecto, la goma  lechosa emana de forma natural. Se seca en contacto con el aire y toma la forma de lágrimas o bloques sólidos que son recolectados por la población local.

## Distribución
Asia: Desde el Irán en el oeste hasta la India en el este, a través de Afganistán y Pakistán.

## Usos
Esta planta es la principal fuente de gomorresina.  Se utiliza en iluminación para poner el pan de oro.  También se usa en perfumería. 

## Propiedades
La goma se utiliza desde la antigüedad por sus propiedades medicinales. Su uso en los herbarios es como estimulante, antiespasmódico, expectorante carminativa o diurético.

## Taxonomía
Dorema ammoniacum fue descrita por David Don y publicado en Transactions of the Linnean Society of London 16(3): 601. 1833.
Sinonimia
- Diserneston gummiferum Jaub. & Spach
- Diserneston hirsutum Lofius ex I.G.Borshch.
- Dorema gummiferum (Jaub. & Spach) K.M.Korol.
- Dorema hirsutum Lofius ex I.G.Borshch.
- Ferula ammonifera (D.Don) Oken
- Peucedanum ammoniacum Baill.[3]